# Carl Edward Bailey
Pour les articles homonymes, voir Bailey.
Carl Edward Bailey, né le 8 octobre 1894 à Bernie (Missouri) et mort le 23 octobre 1948 à Little Rock (Arkansas), est un homme politique démocrate américain. Il est gouverneur de l'Arkansas entre 1937 à 1941.

## Sources
- (en) Cet article est partiellement ou en totalité issu de l’article de Wikipédia en anglais intitulé « Carl Edward Bailey » (voir la liste des auteurs).